# Легка атлетика на Спартакіаді УСРР 1923
Змагання з легкої атлетики на Спартакіаді УСРР 1923 року відбулись 8-17 вересня в Харкові на спортивному майданчику колишнього товариства «Гельферіх-Саде» та майданчику ЦК КСМУ:
У суботу у м. Харкові починається 1-а Всеукраїнська Спартакіяда по всіх видах спорту, за виключенням водного спорту, по якому змагання провадитимуться в Києві. ...У програмі змагань стоіть: легка й тяжка атлетика, футбол, велосипед, лаун-теніс, гімнастика, фехтування, бокс і водний спорт.
Провідні київські легкоатлети не взяли участь у Спартакіаді через участь у Першості СРСР, що відбувалась в той же час у Москві.
В національній першості вперше в історії взяли участь жінки. Вага ядра у жіночому метанні відрізнялась від загальноприйнятих на сьогодні параметрів (5 кг проти сучасних 4 кг), інші снаряди мали нормальну вагу.

## Медалісти

### Чоловіки
| Дисципліни                       | Золото                                                                | Золото                      | Срібло                                  | Срібло                      | Бронза                                                       | Бронза                      |
| -------------------------------- | --------------------------------------------------------------------- | --------------------------- | --------------------------------------- | --------------------------- | ------------------------------------------------------------ | --------------------------- |
| 100 метрів                       | Федір Шалько Харків                                                   | 11,4                        | В. Коробчук Київ                        | 11,4                        | Віктор Стариков Харків                                       | 11,9                        |
| 200 метрів                       | Федір Шалько Харків                                                   | 25,1                        | Олександр Шпаковський Харків            | 25,9                        | Петров Київ                                                  | 25,9                        |
| 400 метрів                       | Федір Шалько Харків                                                   | 55,2                        | Віктор Стариков Харків                  | 57,8                        | Петров Київ                                                  | 57,8                        |
| 800 метрів                       | Михайло Іванов Київ                                                   | 2.13,4                      | Віктор Стариков Харків                  | 2.14,7                      | Воробйов Київ                                                | 2.27,0                      |
| 1500 метрів                      | Петров Київ                                                           | 4.42,2                      | Михайло Іванов Київ                     | 4.42,7                      | Віктор Стариков Харків                                       | 4.43,5                      |
| 3000 метрів                      | Михайло Іванов Київ                                                   | 10.11,6 NR                  | Віктор Жиляєв Харків                    | 10.13,4                     | Леонід Ордін Харків                                          | 10.29,4                     |
| 5000 метрів                      | Віктор Жиляєв Харків                                                  | 18.16,5                     | Микола Мільфорт Харків                  | 18.45,5                     | Єгоров Житомир                                               | 19.22,1                     |
| 10000 метрів                     | Віктор Жиляєв Харків                                                  | 38.33,6                     | Михайло Іванов Київ                     | 38.34,6                     | Микола Мільфорт Харків                                       | 38.35,9                     |
| 110 метрів з бар'єрами           | Федір Шалько Харків                                                   | 18,6 NR                     | Вадим Снетенчук Житомир                 | 19,2                        | В. Коробчук Київ                                             | 19,3                        |
| Біг на 6000 метрів з перешкодами | Леонід Ордін Харків                                                   | 23.15,0                     | Вадим Снетенчук Житомир                 | 23.44,8                     | Хайкін Харків                                                | 26.05,0                     |
| 4×100 метрів                     | Харків Віктор Стариков В. Кобцев Олександр Шпаковський Федір Шалько   | 49,8 NR                     | Крим Євдокименко Гота Гольдін Григор'єв | 52,3                        | Чернигів Жданович Колпашников П. Гвоздьов Горський-Аронштейн | 53,4                        |
| 100×200×400×800 метрів           | Харків-1 В. Кобцев Олександр Шпаковський Федір Шалько Віктор Стариков | 3.47,4                      | Харків-2                                |                             | Харків-3                                                     |                             |
| 3×1000 метрів                    | Харків                                                                | 9.14,2                      | —                                       | —                           | —                                                            | —                           |
| Спортивна ходьба на 3 км         | Філіо Харків                                                          | 16.21,6                     | Микола Мільфорт Харків                  | 16.47,0                     | —                                                            | —                           |
| Спортивна ходьба на 10 км        | Леонід Ордін Харків                                                   | 57.32,7                     | Філіо Харків                            | 57.53,3                     | Микола Мільфорт Харків                                       | 58.54,7                     |
| Стрибки у висоту                 | Віктор Стариков Харків                                                | 1,52 м                      | П. Гвоздьов Чернигів                    | 1,48 м                      | Тремль Харків                                                | 1,48 м                      |
| Стрибки у висоту з місця         | Петро Дрейман Харків                                                  | 1,28 м                      | Б. Гвоздьов Чернигів                    | 1,255 м                     | П. Гвоздьов Чернигів                                         | 1,255 м                     |
| Стрибки з жердиною               | Костянтин Зайцев Харків                                               | 3,16 м NR                   | Микола Карлаш Харків                    | 2,80 м                      | Федір Шалько Харків                                          | 2,71 м                      |
| Стрибки у довжину                | В. Коробчук Київ                                                      | 5,78 м                      | Віктор Стариков Харків                  | 5,65 м                      | Юхим Вольський Київ                                          | 5,585 м                     |
| Стрибки у довжину з місця        | Петро Дрейман Харків                                                  | 2,81 м                      | В. Коробчук Київ                        | 2,67 м                      | Федір Шалько Харків                                          | 2,63 м                      |
| Потрійний стрибок                | Юхим Вольський Київ                                                   | 11,89 м                     | Федір Шалько Харків                     | 11,49 м                     | Берг Харків                                                  | 11,125 м                    |
| Потрійний стрибок з місця        | Петро Дрейман Харків                                                  | 8,58 м                      | Федір Шалько Харків                     | 8,15 м                      | Хорошевський Катеринослав                                    | 8,045 м                     |
| Штовхання ядра                   | Петро Дрейман Харків                                                  | 19,56 м (10,61 м + 8,95 м)  | П'яткін Київ                            | 18,01 м (? м + ? м)         | Леонід Калашников Катеринослав                               | 17,89 м (? м + ? м)         |
| Метання диска                    | А. Дрейман Харків                                                     | 58,74 м (30,96 м + 27,78 м) | Петров Київ                             | 58,37 м (32,25 м + 26,12 м) | Петро Дрейман Харків                                         | 57,99 м (30,91 м + 27,08 м) |
| Метання молота                   | Петро Дрейман Харків                                                  | 31,125 м NR                 | А. Дрейман Харків                       | 25,755 м                    | П'яткін Київ                                                 | 25,61 м                     |
| Метання списа                    | Вільгельм Поль Харків                                                 | 66,07 м (42,11 м + 23,96 м) | Григор'єв Житомир                       | 61,90 м (? м + ? м)         | Розіт Житомир                                                | 56,63 м (? м + ? м)         |
| Десятиборство                    | Віктор Стариков Харків                                                | 3703,76 очка                | Федір Шалько Харків                     | 3613,20 очка                | Олександр Шпаковський Харків                                 | 3133,34 очка                |
| П'ятиборство                     | Петров Київ                                                           | 13 очок                     | Віктор Стариков Харків                  | 15 очок                     | Григор'єв Житомир                                            | 19 очок                     |

### Жінки
| Дисципліни                | Золото             | Золото                         | Срібло               | Срібло                        | Бронза             | Бронза                     |
| ------------------------- | ------------------ | ------------------------------ | -------------------- | ----------------------------- | ------------------ | -------------------------- |
| 60 метрів                 | В. Данилова Харків | 8,5 NR                         | Марія Лєдок Харків   | 9,2                           | Сіцинська Житомир  | 9,4                        |
| 100 метрів                | В. Данилова Харків | 14,4                           | Марія Лєдок Харків   | 15,0                          | Сіцинська Житомир  | 15,2                       |
| 400 метрів                | Марія Лєдок Харків | 1.15,6 NR                      | Сіцинська Житомир    | 1.17,3                        | —                  | —                          |
| 1000 метрів               | В. Данилова Харків | 3.44,0 NR                      | Марія Лєдок Харків   | 3.45,2                        | А. Кулик Харків    | 4.01,0                     |
| Стрибки у висоту          | В. Данилова Харків | 1,155 м NR                     | Буніна Чернигів      | 1,13 м                        | Вольховська Харків | 1,105 м                    |
| Стрибки у висоту з місця  | Марія Лєдок Харків | 0,92 м NR                      | Сіцинська Житомир    | 0,92 м                        | В. Данилова Харків | 0,77 м                     |
| Стрибки у довжину         | Марія Лєдок Харків | 3,93 м NR                      | В. Данилова Харків   | 3,78 м                        | Сіцинська Житомир  | 3,49 м                     |
| Стрибки у довжину з місця | Марія Лєдок Харків | 2,05 м NR                      | Н. Табахова Чернигів | 2,02 м                        | Маєвська Харків    | 1,98 м                     |
| Потрійний стрибок з місця | Марія Лєдок Харків | 5,77 м NR                      | Сіцинська Житомир    | 5,75 м                        | В. Данилова Харків | 5,50 м                     |
| Штовхання ядра            | Вольховська Харків | 11,61 м (6,29 м NR + 5,32 м)   | Євтушенко Харків     | 10,825 м (6,00 м + 4,825 м)   | Сердцева Харків    | 10,72 м (5,60 м + 5,12 м)  |
| Метання диска             | Сердцева Харків    | 24,23 м (13,91 м NR + 10,32 м) | Вольховська Харків   | 24,16 м (12,38 м + 11,78 м)   | Буніна Чернигів    | 21,81 м (12,05 м + 9,76 м) |
| Метання списа             | Сердцева Харків    | 26,06 м (12,86 м + 13,20 м)    | Вольховська Харків   | 25,38 м (15,83 м NR + 9,55 м) | Пузирьова Харків   | 24,89 м (15,39 м + 9,50 м) |